# Comité Vlaanderen Onafhankelijk
Het Comité Vlaanderen Onafhankelijk (CVO) was een partij-onafhankelijke vereniging in Vlaanderen die streefde naar Vlaamse onafhankelijkheid. Ze werd opgericht in 2002 en ontbonden in 2011. 
De organisatie gebruikte geen klassieke symbolen uit de Vlaamse Beweging en nam geen standpunt in over de Europese Unie of het Koningshuis.